# Turiaçu
Turiaçu là một đô thị thuộc bang Maranhão, Brasil. Đô thị này có diện tích 2577,603 km², dân số năm 2007 là 31429 người, mật độ 12,19 người/km².